# Anna Nahirna
Anna Joerijivna Nahirna (Oekraïens: Анна Юріївна Нагірна) (Lviv, 30 september 1988) is een Oekraïens voormalig wielrenster die zowel op de weg als op de baan reed.

## Carrière
Op de weg won Nahirna in 2012 het nationale kampioenschap tijdrijden en acht jaar later werd ze kampioene op de weg. Ze nam deel aan de wegwedstrijd op de WK van 2012, maar reed deze niet uit. Op de baan verscheen Nahirna vijfmaal bij de EK en nam aan eveneens vijf edities deel op de WK. Bij de EK van 2020 won ze op de ploegenachtervolging haar eerste medaille. Samen met Joelija Birjoekova, Viktorija Bondar en Tetjana Klimtsjenko reed ze naar een derde plaats, achter de Britse en Italiaanse rensters.

## Palmares

### Baanwielrennen
| Jaar        | OK                                                                        | EK                                      | WK                                        | Overige                                                 |
| Als belofte | Als belofte                                                               | Als belofte                             | Als belofte                               | Als belofte                                             |
| ----------- | ------------------------------------------------------------------------- | --------------------------------------- | ----------------------------------------- | ------------------------------------------------------- |
| 2009        |                                                                           | ploegenachtervolging                    |                                           |                                                         |
| 2010        |                                                                           | 4e scratch 9e omnium                    |                                           |                                                         |
| Als elite   |                                                                           |                                         |                                           |                                                         |
| 2008        | puntenkoers · achtervolging                                               |                                         |                                           |                                                         |
| 2009-2012   | Geen deelnames                                                            | Geen deelnames                          | Geen deelnames                            | Geen deelnames                                          |
| 2013        | omnium · puntenkoers                                                      | 7e omnium                               | 7e achtervolging 10e ploegenachtervolging |                                                         |
| 2014        |                                                                           |                                         |                                           |                                                         |
| 2015        | achtervolging · puntenkoers                                               |                                         |                                           |                                                         |
| 2016        | ploegenachtervolging · omnium                                             | 8e koppelkoers 9e puntenkoers           |                                           |                                                         |
| 2017        | achtervolging · ploegenachtervolging · koppelkoers                        | 6e koppelkoers                          | 16e puntenkoers                           |                                                         |
| 2018        | achtervolging · koppelkoers · omnium · ploegenachtervolging · puntenkoers | 8e ploegenachtervolging 10e koppelkoers | 8e koppelkoers                            |                                                         |
| 2019        | achtervolging                                                             |                                         | 13e koppelkoers 17e ploegenachtervolging  | Europese Spelen: 6e ploegenachtervolging 7e koppelkoers |
| 2020        |                                                                           | ploegenachtervolging · 5e koppelkoers   | 12e koppelkoers                           |                                                         |
| 2021        | koppelkoers · ploegenachtervolging                                        |                                         |                                           |                                                         |

### Wegwielrennen
2012
 Oekraïens kampioene tijdrijden, elite
2013
 Oekraïens kampioenschap op de weg, elite
2020
 Oekraïens kampioene op de weg, elite

#### Resultaten in voornaamste wedstrijden
|      | \| Jaar \| Trofeo Alfredo Binda \| \| WK op de weg \| \| ---- \| -------------------- \| \| ------------ \| \| 2010 \| opgave \| \| \| \| 2011 \| \| \| \| \| 2012 \| \| \| opgave \| |  |              |
| Jaar | Trofeo Alfredo Binda |  | WK op de weg |
| 2010 | opgave |  |              |
| 2011 | |  |              |
| 2012 | |  | opgave       |